# Guraniopsis
Guraniopsis là một chi thực vật có hoa trong họ Cucurbitaceae.

## Loài
Chi Guraniopsis gồm các loài: